# Estação Ecológica Terra do Meio
Estação Ecológica Terra do Meio é uma estação ecológica (ESEC) no estado do Pará, Brasil.
Uma Estação Ecológica (ESEC) é uma Unidade de Conservação que delimita uma área terrestre ou marinha instituída pelo poder público. Ela tem como objetivos a preservação da natureza e a realização de pesquisas científicas. Como Unidade de Conservação da categoria de proteção integral, dentro dela é proibido o consumo, coleta ou dano a recursos.

## Localização
A Estação Ecológica Terra do Meio tem uma área de 3.373.133,89 hectares (8.335.195,4 acres) .  Abrange parte dos municípios de Altamira e São Félix do Xingu no estado do Pará.  A estação cobre partes das terras baixas e do planalto residual do sul da Amazônia. Fica entre o rio Xingu e seu afluente, o rio Iriri, que corta a estação de sul a norte. O Iriri nasce na Serra do Cachimbo e percorre 900 kilometres (560 mi) antes de ingressar no Xingu. Os rios variam muito de volume dependendo da estação do ano, sendo que no período da seca apresentam cachoeiras, pedras e corredeiras. 
A ESEC faz fronteira com os 445.408 hectares (1.100.630 acres) Parque Nacional da Serra do Pardo a sudeste.  O proposto Corredor Ecológico do Sul da Amazônia ligaria a ESEC a outras áreas protegidas e territórios indígenas da região. 

## Ambiente
A Estação Ecológica Terra do Meio fica no bioma Amazônia .  As temperaturas variam em uma média de 23 °C (73 °F) . A precipitação média anual é de 1.855 millimetres (73,0 in) . Durante a estação seca, de maio a novembro, há um risco elevado de incêndios naturais ou provocados pelo homem. Os solos são geralmente pobres em nutrientes. 76% da unidade é coberta por floresta submontana aberta com cipós, e 18,4% é coberta por floresta submontana aberta com dossel emergente. Áreas menores abrigam densa floresta submontana com dossel uniforme, floresta aberta submontana com palmeiras e densa floresta aluvial. 

## Pássaros
As aves migratórias que passam pela estação ecológica incluem a águia pesqueira ( Pandion haliaetus ), maçarico-pintado ( Actitis macularius ), martin-roxo ( Progne subis ), martin-da-areia ( Riparia riparia ) e andorinha-das-torres ( Hirundo rustica ). Aves endêmicas incluem jacutinga ( Penelope pileata ), jacutinga ( Pipile cujubi ), jacutinga ( Psophia viridis ), jacamar de pescoço azul ( Galbula cyanicollis ), papagaio de pescoço ruivo ( Malacoptila rufa ), araçari-de-pescoço ( Pteroglossus bitorquatus ), tucano-de-gould ( Selenidera gouldii ), formiga-de-sclater ( Myrmotherula sclateri ), formigueiro ( Hypocnemoides maculicauda ), formiga-da-amazônia ( Hylopezus berlepschi ) e arapaçu-barrado da Amazônia ( Dendrocolaptes certhia ). 

## Conservação
A Estação Ecológica Terra do Meio foi criada por decreto em 17 de fevereiro de 2005 e é administrada pelo Instituto Chico Mendes de Conservação da Biodiversidade . As espécies protegidas no parque incluem o macaco-aranha-de-bochecha-branca ( Ateles marginatus ).  A estação ecológica é classificada como área protegida da IUCN categoria Ia (reserva natural estrita). O objetivo é conservar a natureza e apoiar a pesquisa científica.  A unidade de conservação é mantida pelo Programa Áreas Protegidas da Amazônia . 
O plano de gestão da estação ecológica foi publicado em 23 de dezembro de 2015. Os autores tiveram que lidar com a questão dos especuladores de terras, posseiros e 15 famílias de moradores tradicionais. As famílias tradicionais, com seus valiosos saberes, foram autorizadas a permanecer em uma "zona de uso intensivo" e foram integradas na gestão da área. O objetivo da zona era manter o ambiente natural com pouco impacto humano, fornecer locais para o desenvolvimento de programas de conscientização, educação ambiental e pesquisa. Permitiu casas, jardins e extração limitada de recursos, principalmente para uso pessoal, de acordo com as práticas tradicionais. 
A estação ecológica está em uma região que contém 12 unidades de conservação de uso sustentável e 6 áreas de proteção integral. As áreas totalmente protegidas, que cobrem , são os parques nacionais da Amazônia, Jamanxim, Rio Novo e Serra do Pardo, a Reserva Biológica Nascentes da Serra do Cachimbo e a Estação Ecológica Terra do Meio.  As áreas de uso sustentável incluem a área de proteção ambiental do Tapajós e as florestas nacionais de Altamira, Amaná, Jamanxim, Trairão, Itaituba I, Itaituba II e Tapajós, totalizando  . 